# Leichtathletik-Weltmeisterschaften 2015/Teilnehmer (Irland)
| Gelbes Symbol für Goldmedaillen mit stilisierten Olympischen Ringen | Graues Symbol für Silbermedaillen mit stilisierten Olympischen Ringen | Braundes Symbol für Bronzemedaillen mit stilisierten Olympischen Ringen |
| ------------------------------------------------------------------- | --------------------------------------------------------------------- | ----------------------------------------------------------------------- |
| —                                                                   | —                                                                     | —                                                                       |

Der Leichtathletikverband Irlands nominierte 16 Athleten für die Leichtathletik-Weltmeisterschaften 2015 in der chinesischen Hauptstadt Peking.

## Ergebnisse

### Männer

#### Laufdisziplinen
| Athlet                                                                         | Disziplin    | Vorlauf     | Vorlauf | Halbfinale         | Halbfinale         | Finale             | Finale             |
| Athlet                                                                         | Disziplin    | Zeit        | Platz   | Zeit               | Platz              | Zeit               | Platz              |
| ------------------------------------------------------------------------------ | ------------ | ----------- | ------- | ------------------ | ------------------ | ------------------ | ------------------ |
| Mark English                                                                   | 800 m        | 1:46,69 min | 12      | 1:45,55 min        | 8                  | nicht qualifiziert | nicht qualifiziert |
| Ben Reynolds                                                                   | 110 m Hürden | 13,72 s     | 29      | nicht qualifiziert | nicht qualifiziert | nicht qualifiziert | nicht qualifiziert |
| Thomas Barr                                                                    | 400 m Hürden | 49,20 s     | 18      | 48,71 s            | 11                 | nicht qualifiziert | nicht qualifiziert |
| Alex Wright                                                                    | 20 km Gehen  |             |         |                    |                    | DSQ                | DSQ                |
| Alex Wright                                                                    | 50 km Gehen  |             |         |                    |                    | DNF                | DNF                |
| Brendan Boyce                                                                  | 50 km Gehen  |             |         |                    |                    | DSQ                | DSQ                |
| Robert Heffernan                                                               | 50 km Gehen  |             |         |                    |                    | 3:44:17 h          | 5                  |
| Thomas Barr Tim Crowe Mark English Brian Gregan Richard Morrissey Brian Murphy | 4 × 400 m    | 3:01,26 min | 13      |                    |                    | nicht qualifiziert | nicht qualifiziert |

### Frauen

#### Laufdisziplinen
| Athletin           | Disziplin        | Vorlauf      | Vorlauf | Halbfinale         | Halbfinale         | Finale             | Finale             |
| Athletin           | Disziplin        | Zeit         | Platz   | Zeit               | Platz              | Zeit               | Platz              |
| ------------------ | ---------------- | ------------ | ------- | ------------------ | ------------------ | ------------------ | ------------------ |
| Kelly Proper       | 200 m            | 23,28 s      | 32      | nicht qualifiziert | nicht qualifiziert | nicht qualifiziert | nicht qualifiziert |
| Ciara Everard      | 800 m            | 2:03,98 min  | 40      | nicht qualifiziert | nicht qualifiziert | nicht qualifiziert | nicht qualifiziert |
| Michelle Finn      | 3000 m Hindernis | 9:55,27 min  | 33      |                    |                    | nicht qualifiziert | nicht qualifiziert |
| Kerry O’Flaherty   | 3000 m Hindernis | 10:05,10 min | 39      |                    |                    | nicht qualifiziert | nicht qualifiziert |
| Sara Louise Treacy | 3000 m Hindernis | 9:48,24 min  | 29      |                    |                    | nicht qualifiziert | nicht qualifiziert |

#### Sprung/Wurf
| Athletin  | Disziplin      | Qualifikation | Qualifikation | Finale             | Finale             |
| Athletin  | Disziplin      | Weite/Höhe    | Platz         | Weite/Höhe         | Platz              |
| --------- | -------------- | ------------- | ------------- | ------------------ | ------------------ |
| Tori Pena | Stabhochsprung | 4,30 m        | 20            | nicht qualifiziert | nicht qualifiziert |